# Edme Verniquet
Edme Verniquet, né à Châtillon-sur-Seine le 10 octobre 1727, et mort à Paris le 26 novembre 1804, est un architecte français, auteur de plusieurs demeures et châteaux, principalement en Bourgogne, et surtout connu pour avoir levé le premier plan exact de Paris sous Louis XVI.

## Biographie
Second enfant, né le 10 octobre 1727 dans une famille de charpentiers et arpenteurs bourguignons, installée depuis 1593 à Châtillon, où son père, Germain Verniquet (1694-1751), arpenteur du roi en la maîtrise des eaux et forêts de Châtillon-sur-Seine, est marié avec Marie Béguin (née en 1710), qui aura seize enfants.
Après la mort de son père, survenue en 1751, Edme Verniquet reprend la charge. Il épouse Marie Lambert (née vers 1740) le 25 octobre 1763 à Belan-sur-Ource (Côte-d'Or), et part pour Dijon, où il fonde, en 1765, avec quelques artistes dont le peintre François Devosge (1732-1811), un atelier d'art qui deviendra plus tard l'École des beaux-arts de Dijon. De leur mariage, le couple aura trois enfants : Madeleine (1764), Nicolas, et Madeleine (1767-1853).
Verniquet réside d'abord en Bourgogne, où il construit de nombreux monuments et ouvrages d'art puis, à Dijon, il rencontre Buffon qui lui offre la possibilité de travailler à l'aménagement du Jardin royal des plantes médicinales (l'actuel Jardin des plantes, siège du Muséum national d'histoire naturelle).
Son activité bourguignonne lui procure une certaine aisance qui lui permet de s'installer confortablement dans la capitale en 1772. Deux ans plus tard, il devient commissaire général de la voirie de Paris, et entreprend la réalisation d'un grand atlas de la ville, auquel il travaille pendant tout le dernier tiers de sa vie. Il œuvre pour obtenir une place à l'Institut.
Au Jardin royal des plantes médicinales, Edme Verniquet exécuta sur l'ordre de Buffon d'importants travaux. Il agrandit le bâtiment abritant le cabinet du Roi en 1780, aménagea le labyrinthe avec son belvédère en 1786 (inauguré en 1788), et commença la construction de l'amphithéâtre d'anatomie en 1787.
Le 27 aout 1783 il achète une seigneurie à Rungis  et devient de ce fait seigneur de Rungis avec les droits de haute et basse justice, droit de « dixmes » et de « cents » ; il garde ce titre jusqu’à la Révolution. Après sa mort en 1804 la propriété reste dans sa famille notamment le château de la rue Sainte-Geneviève (actuellement Mairie d’Honneur de Rungis) qui ne sera vendue par sa fille qu’en 1834.

## Œuvres

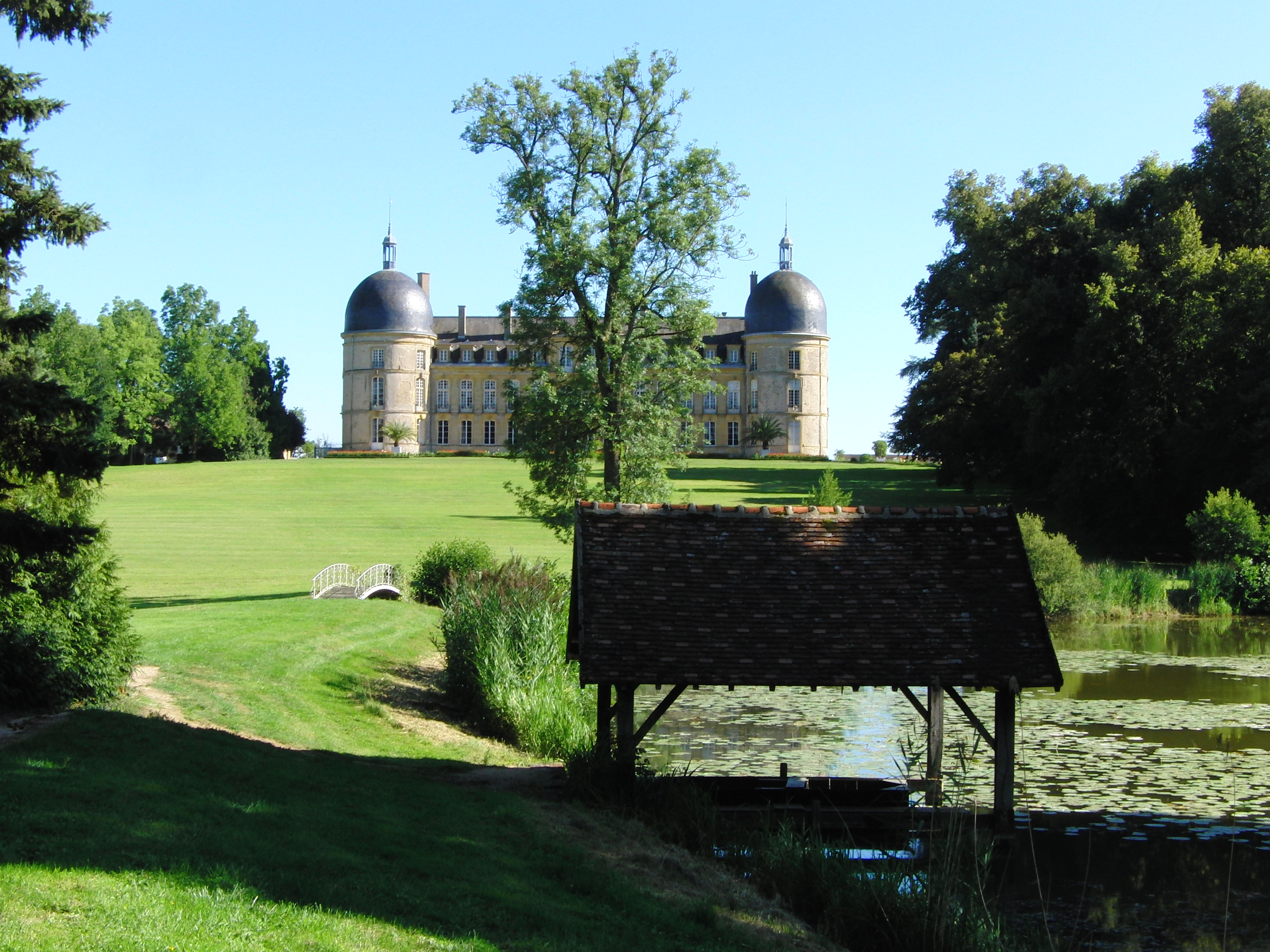
Façade nord du château de Digoine et son parc à l'anglaise.

- 1748 : relevé d'arpentage du domaine de Montmusard ;
- 1749 : terrier du marquisat de Larrey (Côte-d'Or), en collaboration avec son père ;
- 1749-1759 : château de Gémeaux à Gémeaux (Côte-d'Or) ;
- 1750-1770 : reconstruction du château de Digoine à Palinges (Saône-et-Loire) pour le compte de Jacqueline-Éléonore de Reclesne, épouse de Louis Frotier de la Coste-Messelière, les propriétaires. Il en réalise la façade ;
- 1751 : terrier de Poinçon[4] ;
- 1754 : terrier de Cérilly[5] ;
- Avant 1757 : aménagement des jardins du château de Montmusard (Côte-d'Or) ;
- vers 1756-60 : on lui attribue les plans du château du Vignault à Bourbon-Lancy, pour Jean-Baptiste de Folin, président à la cour des comptes de Dole ; il fut construit par l'architecte Guizot, qui fut aussi l'un des entrepreneurs du château de Saint-Aubin-sur-Loire, autre construction de Verniquet dans le voisinage[6].
- 1765 : château de Terrans, à la fin du XVe siècle. Cette terre passera à la famille de Chanteret, dont la dernière héritière, Catherine de Chanteret, épousa, en 1707, Jean-François de Truchis, lui apportant cette seigneurie dont les descendants possèdent encore cette demeure. Son fils, Guillaume de Truchis, fit reconstruire en 1765 le château, ainsi qu'en fait foi une plaque de cuivre timbrée aux armes du constructeur, conservée aux archives du château. On y relève l'inscription suivante :

« Le château de Terrans a été construit par Messire Guillaume de Truchis comte de Serville, chevalier de l'ordre Militaire de Saint-Louis, seigneur de Terrant et autres lieux, Lieutenant pour le roy des ville et citadelle de Chalon-sur-Saône, et par Madame Françoise Marguerite Guillier de Serigny son épouse. La première pierre de ce château a été posée le trente et un mai mil sept cent soixante-cinq par Mademoiselle de Sérigny leur fille, sur les plans et sous la direction d'Edme Verniquet, architecte à Dijon, ancien élève de l'Académie Royale d'architecture. »
Un premier devis de 1764 fut jugé trop important et réduit. La première pierre fut posée fin mai 1765 ;
- 1768-1779 : François Marie Joseph Courtin, marquis de Saint Vincent, lui fait construire le nouveau château de Saint-Vincent-de-Boisset
- 1770 : Château de Grammont à Lugny-les-Charolles (Saône-et-Loire) à la demande du nouveau propriétaire, Marc-Antoine II de Lévis ;
- 1771-1777 : château de Saint-Aubin-sur-Loire, nouveau château sur la colline pour Charles Jean-Baptiste des Gallois de la Tour, descendant de Charles Le Gendre, seigneur de Saint-Aubin ;
- Avant 1772 : aménagement au château de Montjay, sur la commune de Ménetreuil, pour Jean-Philippe Fyot, également châtelain de Montmusard. La mort prématurée et sans enfants du propriétaire en 1772 arrêta les travaux ;
- 1774 : il achète la charge de commissaire général de la voirie de Paris près le bureau des Finances de Paris pour 1 000,000 livres, et construit plusieurs hôtels particuliers dans la capitale, dont l'hôtel de Laqueuille au no 51 rue de Babylone ;
- Après 1774 : aménagement au château de Rosières à Saint-Seine-sur-Vingeanne pour le marquis Bénigne Le Gouz de Saint-Seine (1719-1800), président au Parlement de Dijon ;
- 1775 : il achète la seigneurie de Rungis ;
- 1775-1783 : achèvement du plan général des rues de Paris, qui sera le premier plan exact de la capitale ;
- 1777 : hôtel de la prieure au prieuré de la Sainte-Trinité de Marcigny-lès-Nonnains ;
- 1777 : hôtel Jacquet de Chalonnay à Marcigny ;
- Vers 1778 : petit hôtel, rue Paillebotte[8] à Marcigny ;
- Vers 1778 : maisons particulières à la chartreuse de Lugny ;
- Vers 1779 : construction d'une aile à l'abbaye-aux-Bois à Paris ;
- 1780-1788 : réalisations au Jardin du roi (actuel Jardin des plantes) à Paris, pour Buffon de la gloriette de Buffon (la plus ancienne architecture métallique de Paris), puis l'amphithéâtre ;
- Vers 1787 : la maison d'Henry Delastre à Marcigny, construite pour Cartier, régisseur des biens du prieuré ;
- 1796 : publication de son plan de Paris levé de novembre 1785 à octobre 1789 par une équipe d'une cinquantaine d'ingénieurs et de dessinateurs. Le plan établi par triangulations trigonométriques, publié en 72 feuilles-grand-atlas, est la première représentation exacte topographique de Paris qui a servi de base à ceux réalisés ultérieurement ;
- XVIIIe siècle : château Sarrien, aujourd'hui Centre social culturel, cité du Carrage à Bourbon-Lancy.

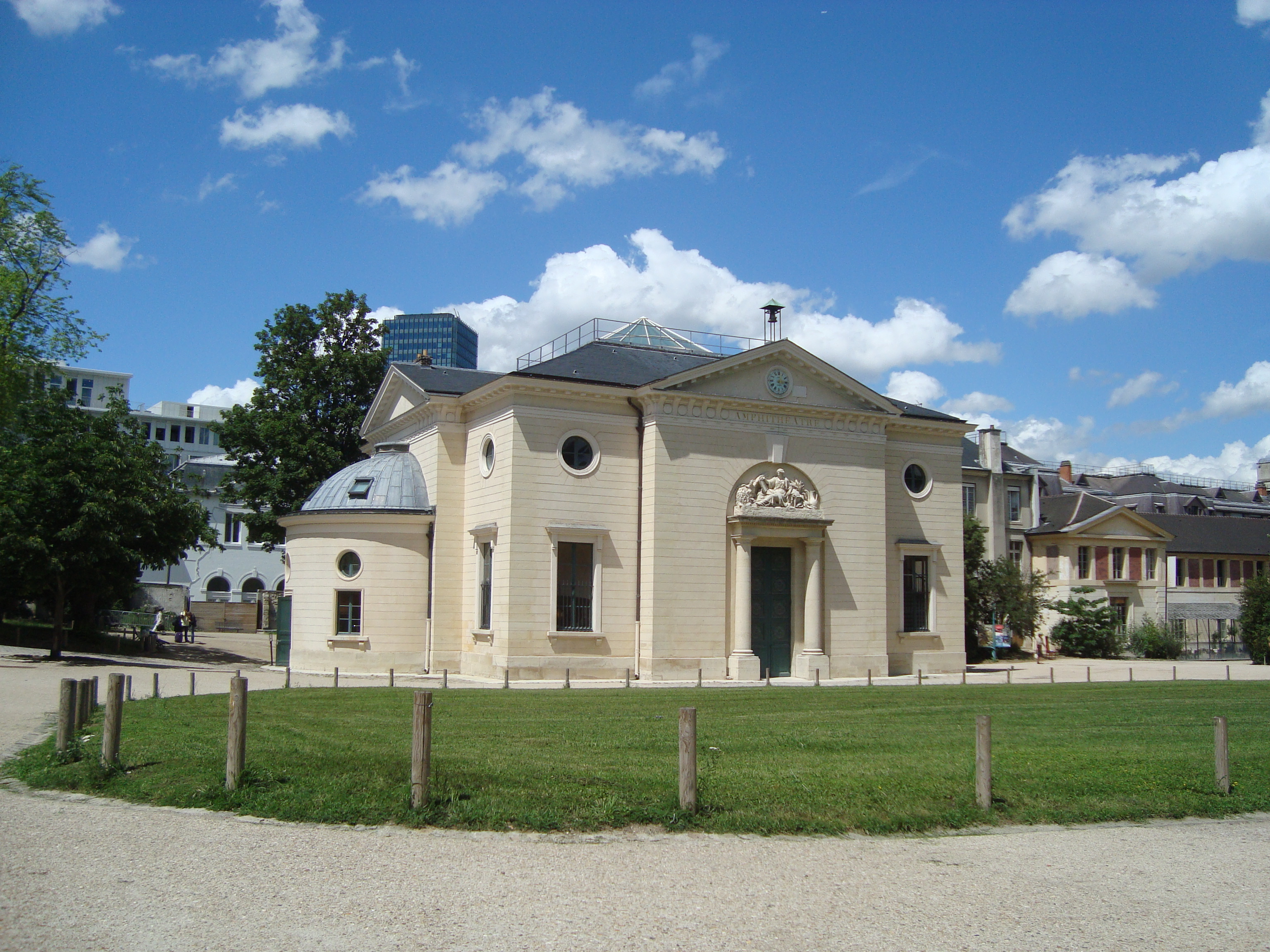
Amphithéâtre d'Edme Verniquet, ordonné par Buffon (1707-1788)
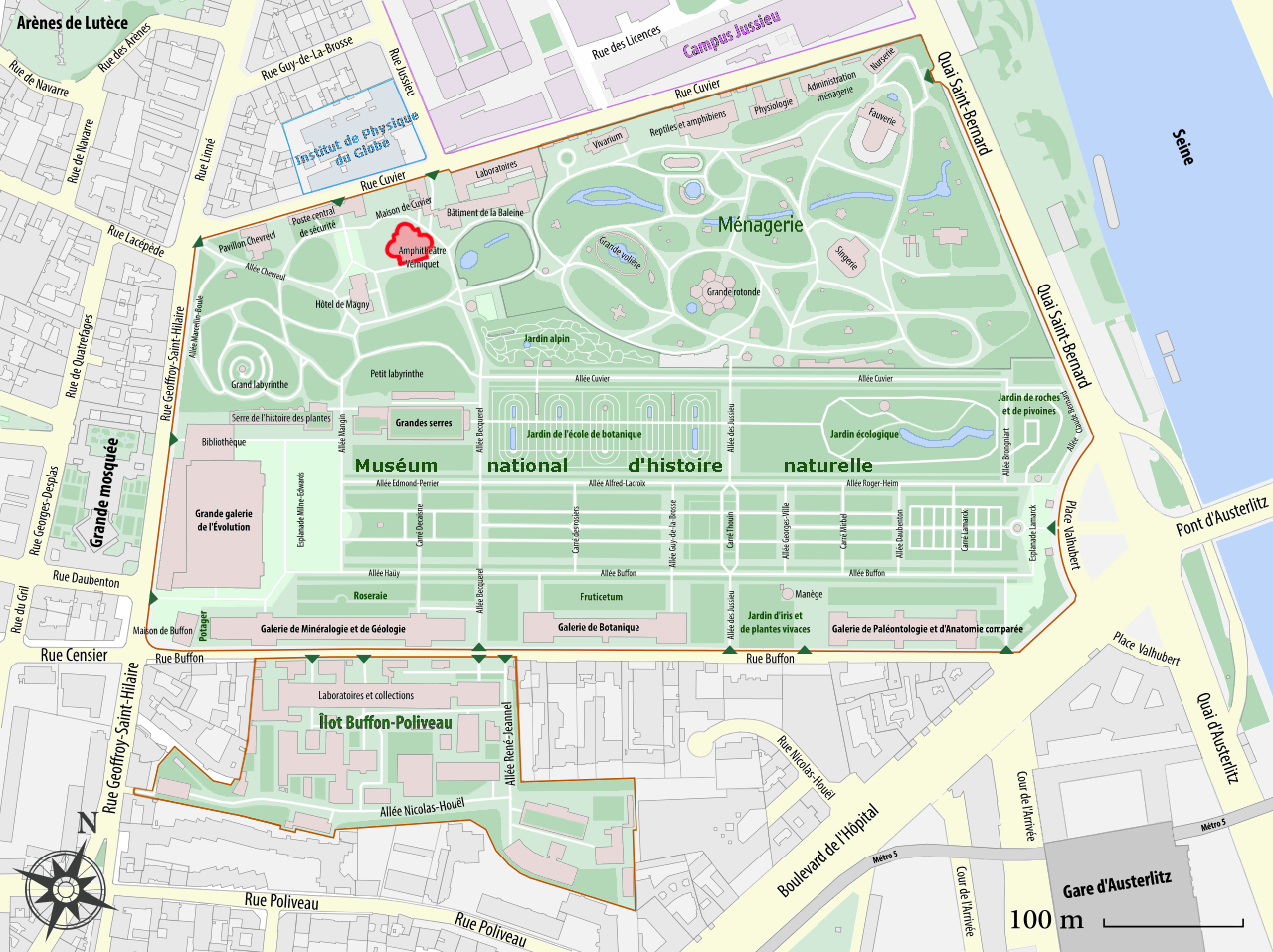
Emplacement de celui-ci au Jardin des plantes à Paris
Plan de Paris

### Publications
- Plan de la Ville de Paris dans sa nouvelle enceinte... (1796)
- État de plusieurs édifices construits par le citoyen Verniquet, architecte, 1801[9].

### Iconographie
- Jean-Baptiste Dien, Edme Verniquet, gravure, collection de l'école nationale supérieure des beaux-arts
- Eugène Nesle, Edme Verniquet de la Société des Sciences, Belle-Lettres et Arts de Paris, lithographie, imprimée par Auguste Bry